# جیمز کلارک (بازیکن فوتبال، زاده ۱۹۸۹)
جیمز کلارک (انگلیسی: James Clarke؛ زادهٔ ۱۷ نوامبر ۱۹۸۹) بازیکن فوتبال اهل بریتانیا است.
از باشگاه‌هایی که در آن بازی کرده‌است می‌توان به باشگاه فوتبال ووکینگ، باشگاه فوتبال سالزبری سیتی، باشگاه فوتبال آکسفورد سیتی، باشگاه فوتبال بریستول راورز، و باشگاه فوتبال آکسفورد یونایتد اشاره کرد.